# پایان (فیلم ۲۰۲۴)
پایان (به انگلیسی: The End) یک فیلم موزیکال آخرالزمانی محصول سال ۲۰۲۴ به کارگردانی و نویسندگی جاشوآ اوپنهایمر با بازی تیلدا سوینتن، جرج مکای، موزس اینگرام، برونا گالاگر، تیم مک‌اینرنی، لنی جیمز و مایکل شنون است.
این فیلم برای اولین بار در پنجاه و یکمین جشنواره فیلم تلوراید در ۳۱ اوت ۲۰۲۴ به نمایش درآمد. این فیلم توسط نئون در ایالات متحده در ۶ دسامبر ۲۰۲۴ اکران شد.

## بازخوردها
- در وب‌سایت جمع‌آوری نقد راتن تومیتوز بر اساس رای ۹۰ نقد منتقد، با میانگین امتیاز ۶ از ۱۰ مثبت است.
- در متاکریتیک، که از میانگین وزنی استفاده می‌کند، بر اساس رای ۲۸ منتقد، امتیاز ۶۶ از ۱۰۰ را به فیلم اختصاص داد که نشان دهنده نقدهای «به طور کلی مطلوب» است.